# Curt Carlon
Curt Sigvard Carlon, född den 2 mars 1908 i Stockholm, död den 23 juli 1977 i Hässleholm, var en svensk jurist.
Carlon avlade juris kandidatexamen vid Stockholms högskola 1931 och genomförde tingstjänstgöring 1931–1934. Han blev fiskal i Svea hovrätt 1935, extra ordinarie assessor 1942, ordinarie assessor 1949 och hovrättsråd 1952. Carlon var tillförordnad revisionssekreterare 1946–1947, kanslichef vid Statens bränslekommission 1948–1953, revisionssekreterare 1950–1951, häradshövding i Västra Göinge domsaga 1958–1970 och lagman i Hässleholms tingsrätt 1971–1975. Han hade flera kommunala och regionala uppdrag. Carlon blev riddare av Nordstjärneorden 1954 och kommendör av samma orden 1970. Han vilar i Gustaf Vasa kyrkas kolumbarium.